# Not Giving In
Not Giving In è un singolo del gruppo musicale britannico Rudimental, pubblicato il 12 ottobre 2012 come terzo estratto dal primo album in studio Home.
Il brano ha visto la partecipazione dei cantanti John Newman e Alex Clare.

## Video musicale
Il videoclip, diretto da Josh Cole, è stato pubblicato il 12 aprile 2012 e mostra un quartiere popolare di Pasay, nelle Filippine, in cui due giovani fratelli decidono di prendere due strade diverse in seguito ad alcune vicende: quello minore, dopo aver visto un ballerino di break dance, decide di seguire quella strada e inizia a acquistare notorietà; quello maggiore invece entra a far parte di un'organizzazione criminale in cui compie azioni illegali, tra cui anche l'uccisione di un ragazzo. Pentitosi di quest'ultimo gesto, il ragazzo scappa ma si ritroverà faccia a faccia con un gangster che gli sparerà un colpo di pistola in pieno petto.

## Tracce
Testi e musiche di Amir Amor, Kesi Dryden, Piers Aggett e John Newman
CD promozionale (Regno Unito)
1. Not Givin In (ft. John Newman + Alex Clare) (Radio Edit) – 3:37

Download digitale – 1ª versione
1. Not Giving In (ft. John Newman + Alex Clare) – 3:37

Download digitale – 2ª versione
1. Not Giving In (ft. John Newman + Alex Clare) – 3:37
2. Not Giving In (ft. John Newman + Alex Clare) (Bondax Remix) – 3:23
3. Not Giving In (ft. John Newman + Alex Clare) (Loadstar Remix) – 4:13
4. Feel the Love (ft. John Newman) (Live from BBC Radio 1's Hackney Weekend 2012) – 5:35

## Formazione
Gruppo
- Amir Amor – cori, chitarra, basso, batteria
- Piers Aggett – cori, organo
- Kesi Dryden – cori, pianoforte
- Leon Rolle – cori

Altri musicisti
- John Newman – voce
- Alex Clare – voce
- Renell Shaw – chitarra
- Beth Aggett – cori
- Anna Straker – cori
- Liz Horsman – cori
- Mark Crown – tromba
- Rob Sell – sassofono

Produzione
- Rudimental – produzione, registrazione
- Mike Spencer – produzione e missaggio aggiuntivi
- Ben Humphreys – registrazione
- Liz Horsman – registrazione aggiuntiva

## Classifiche
| Classifica (2012)      | Posizione massima |
| ---------------------- | ----------------- |
| Australia              | 12                |
| Belgio (Fiandre)       | 54                |
| Belgio (Vallonia)      | 77                |
| Irlanda                | 54                |
| Nuova Zelanda          | 11                |
| Paesi Bassi            | 71                |
| Regno Unito            | 14                |
| Regno Unito (dance)    | 1                 |
| Regno Unito (download) | 15                |
| Scozia                 | 16                |